# Mariano Barbieri
Mariano Omar Barbieri (Chivilcoy, provincia de Buenos Aires, Argentina; 29 de noviembre de 1990) es un futbolista argentino. Juega de delantero y su equipo actual es Independiente de Chivilcoy que disputa el Torneo Federal A de Argentina.

## Trayectoria
Jugó en las divisiones inferiores de Atlético Huracán y Deportivo Colón, institución con la que inclusive debutó en la Primera siendo muy joven (14 años), convirtiendo un gol en la victoria vs Social Moquehua.
De allí paso a realizar las divisiones inferiores en el Club Social y Deportivo Flandria. Debutó en el mismo club el año 2008 en el torneo de la Primera B Metropolitana. En 2013 emigró de la institución luego de cinco años de carrera en el club que lo vio nacer. 
Firmó contrato a mediados de 2013 con el Club Deportivo Morón de la misma categoría que su exequipo. Se mantuvo una temporada alcanzando buenos rendimientos y siendo muy querido por los hinchas de Morón.
Su gran salto de calidad se dio cuando el Club Social y Deportivo Defensa y Justicia de la Primera División Argentina lo contrató a mediados de 2014. 
El 12 de julio de 2016 el Club Atlético Belgrano compró el 50% de su pase y firmó por 3 años en el club cordobés para formar parte del equipo celeste durante el segundo semestre de 2016.
El 26 de febrero de 2021 el jugador llega a préstamo al populoso equipo del sur del Gran Buenos Aires, Quilmes Atlético Club, hasta diciembre de 2021. Una vez finalizado el mismo, el club tendrá opción de compra por el 60% del pase.

## Estadísticas

### Clubes
| Flandria Argentina | 3.ª                 | 2008-09             | 16  | 0  | -  | - | - | - | 16  | 0  | 0    |
| Flandria Argentina | 3.ª                 | 2009-10             | 20  | 2  | -  | - | - | - | 20  | 2  | 0.1  |
| Flandria Argentina | 3.ª                 | 2010-11             | 34  | 2  | -  | - | - | - | 34  | 2  | 0.06 |
| Flandria Argentina | 3.ª                 | 2011-12             | 32  | 2  | 0  | 0 | - | - | 32  | 2  | 0.06 |
| Flandria Argentina | 3.ª                 | 2012-13             | 37  | 4  | 2  | 0 | - | - | 39  | 4  | 0.1  |
| Flandria Argentina | Total club          | Total club          | 139 | 10 | 2  | 0 | - | - | 141 | 10 | 0.07 |
| Deportivo Morón Argentina | 3.ª                 | 2013-14             | 37  | 4  | 1  | 0 | - | - | 38  | 4  | 0.11 |
| Deportivo Morón Argentina | Total club          | Total club          | 37  | 4  | 1  | 0 | - | - | 38  | 4  | 0.11 |
| Defensa y Justicia Argentina | 1.ª                 | 2014                | 19  | 2  | 2  | 0 | - | - | 21  | 2  | 0.1  |
| Defensa y Justicia Argentina | 1.ª                 | 2015                | 15  | 0  | 3  | 1 | - | - | 18  | 1  | 0.06 |
| Defensa y Justicia Argentina | Total club          | Total club          | 34  | 2  | 5  | 1 | - | - | 39  | 3  | 0.08 |
| Arsenal Argentina | 1.ª                 | 2016                | 13  | 3  | 1  | 0 | - | - | 14  | 3  | 0.21 |
| Arsenal Argentina | Total club          | Total club          | 13  | 3  | 1  | 0 | - | - | 14  | 3  | 0.21 |
| Belgrano Argentina | 1.ª                 | 2016-17             | 23  | 3  | 4  | 0 | 2 | 0 | 29  | 3  | 0.1  |
| Belgrano Argentina | 1.ª                 | 2017-18             | 8   | 0  | 2  | 0 | - | - | 10  | 0  | 0    |
| Belgrano Argentina | Total club          | Total club          | 31  | 3  | 6  | 0 | 2 | 0 | 39  | 3  | 0.08 |
| Unión La Calera · Chile | 1.ª                 | 2018                | 26  | 6  | 4  | 1 | - | - | 30  | 7  | 0.23 |
| Unión La Calera · Chile | Total club          | Total club          | 26  | 6  | 4  | 1 | - | - | 30  | 7  | 0.23 |
| Deportes Iquique · Chile | 1.ª                 | 2019                | 11  | 0  | 2  | 1 | - | - | 13  | 1  | 0.08 |
| Deportes Iquique · Chile | Total club          | Total club          | 11  | 0  | 2  | 1 | - | - | 13  | 1  | 0.08 |
| San Luis de Quillota · Chile | 1.ª                 | 2020                | 8   | 3  | -  | - | - | - | 8   | 3  | 0.38 |
| San Luis de Quillota · Chile | Total club          | Total club          | 8   | 3  | -  | - | - | - | 8   | 3  | 0.38 |
| Quilmes Argentina | 2.ª                 | 2021                | 25  | 2  | -  | - | - | - | 25  | 2  | 0.08 |
| Quilmes Argentina | Total club          | Total club          | 25  | 2  | -  | - | - | - | 25  | 2  | 0.08 |
| Gimnasia y Esgrima (M) Argentina | 2.ª                 | 2022                | 36  | 2  | 0  | 0 | - | - | 36  | 2  | 0.06 |
| Gimnasia y Esgrima (M) Argentina | Total club          | Total club          | 36  | 2  | 0  | 0 | - | - | 36  | 2  | 0.06 |
| Alvarado Argentina | 2.ª                 | 2023                | 19  | 0  | -  | - | - | - | 19  | 0  | 0    |
| Alvarado Argentina | 2.ª                 | 2024                | 5   | 0  | -  | - | - | - | 5   | 0  | 0    |
| Alvarado Argentina | Total club          | Total club          | 24  | 0  | -  | - | - | - | 24  | 0  | 0    |
| Independiente (C) Argentina | 3.ª                 | 2024                | 5   | 0  | -  | - | - | - | 5   | 0  | 0    |
| Independiente (C) Argentina | 3.ª                 | 2025                | 11  | 0  | -  | - | - | - | 11  | 0  | 0    |
| Independiente (C) Argentina | Total club          | Total club          | 15  | 0  | -  | - | - | - | 15  | 0  | 0    |
| Total en su carrera | Total en su carrera | Total en su carrera | 399 | 35 | 21 | 3 | 2 | 0 | 422 | 38 | 0.09 |
| (1) Las copas nacionales se refiere a la Copa Argentina y a la Copa Chile. (2) Las copas internacionales se refiere a la Copa Libertadores y a la Copa Sudamericana. (3) Media de goles por encuentro. No incluye goles en partidos amistosos. |                     |                     |     |    |    |   |   |   |     |    |      |